# Juan de Bruselas
Juan de Bruselas, de son vrai nom, Jan Yneres, est un sculpteur espagnol d'origine flamande, actif en Castille entre 1500 et 1525.
Son style est resté purement gothique.

## Biographie

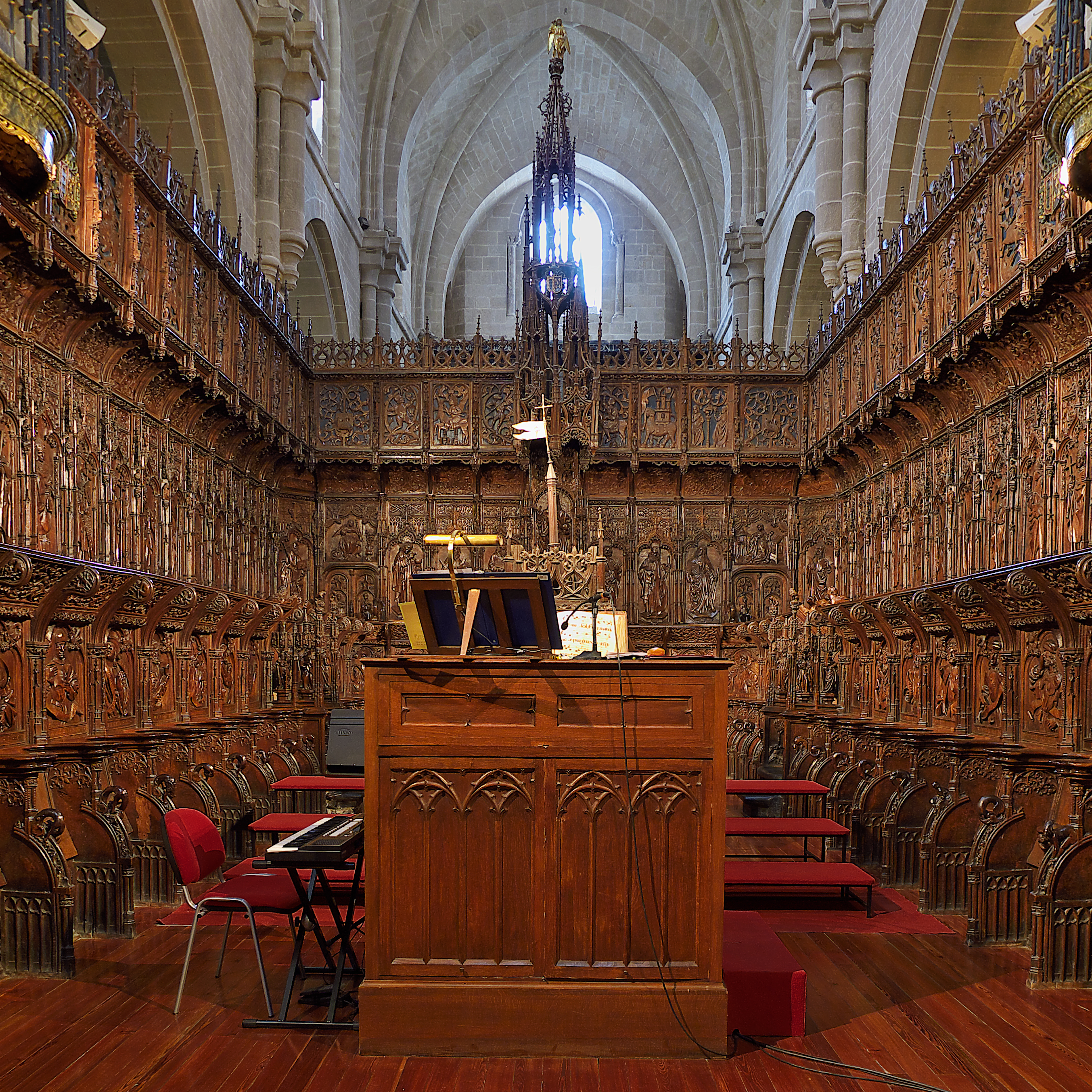
Stalles de la cathédrale de Zamora

Pour Guadalupe Ramos, il est arrivé dans le milieu artistique de Burgos vers 1499. Il est alors proche des sculpteurs (entallador)  Petitjuán et Felipe Bigarny.
Sa présence est attestée à Tolède à partir de 1500 où il réalise d'abord de petits ouvrages à la cathédrale. En 1501 il a réalisé avec Rodrigo Alemán les sculptures du retable de San Idelfonso de la cathédrale
En 1502 il est cité à León, en relation avec Jacobo de Milarte, cantor de la cathédrale. Il y a peut-être sculpté des portes.
À Zamora, le chapitre (cabildo) de la cathédrale veut, en 1502, de nouvelles stalles pour la clôture du chœur. Le doyen du chapitre et les autres chanoines contractent avec Juan de Bruselas, habitant de León, les stalles de la cathédrale le 20 août 1502. Il devait déjà être connu à Zamora pour pouvoir remporter ce contrat face à Pedro de Guadalupe qui était un sculpteur renommé dans la région. Le chapitre est arrivé à un accord définitif avec Juan de Bruselas le 8 avril 1503. Le coût des stalles est fixé à environ 500 000 maravédis. Gil de Ronza a travaillé dans son atelier sur ces stalles. Il est encore à Zamora pour sculpter les stalles en 1506.
Il est à Tolède en 1507 où il est cité pour la sculpture du retable de la chapelle majeure (Capilla Mayor). Avec Francisco de Amberes et Lorenzo Gurricio il réalise les écus d'armes et les décorations qui étaient sur la frise et sur la porte de la salle capitulaire d'hiver
En 1508, il est retour à Zamora où il signe le contrat de sculpture du retable de la chapelle de Don Bautista de Monterrey dans le monastère des hiéronymites à Montamarta le 4 septembre 1508. Il est de retour à Tolède en 1509 où il contracte pour la réalisation de sculptures. 
Puis on perd sa trace jusqu'en 1524. Il réapparaît le 17 janvier 1525 quand il reçoit de l'argent de la cathédrale de Tolède pour des sculptures.
(stalles de l'église Saint-Ildephonse) .

### Biographie
- Guadalupe Ramos de Castro, La catedral de Zamora, Publicaciones de la Fundación Ramos de Castro, Zamora, 1982 ; p. 729
- Maria Dolores Teijeira Pablos, Juan de Bruselas : un artiste flamand de la fin du Moyen Âge en Castille, Université libre de Bruxelles, Annales d'histoire de l'art et d'archéologie, 1995, no 17  (ISSN 0771-2723)
- Maria Dolores Teijeira Pablos, Juan de Bruselas y la sillería coral de la catedral de Zamora, Instituto de Estudios Zamoranos "Florián de Ocampo", Zamora ; p. 178  (ISBN 84-86873592)
- Ana Isabel Fernández Salvador, Luis Vasallo Toranzo, La capilla de Don Bautista de Monterrey. Juan de Bruselas, Juan de Campos y Diego Hanequin, p. 381-385, Boletín del Seminario de Estudios de Arte y Arqueología, tomo 55, 1989  (ISSN 0210-9573) (lire en ligne)
- Manuel R. Zarco del Valle, Datos documentales para la historia del arte español. Documentos de la catedral de Toledo. Colección formada en los años 1869-74 y donada al Centro en 1914, tomo 1, Madrid, 1916 (lire en ligne)
- Juan Agustin Ceán Bermúdez, Diccionario historico de los mas illustres profesores de las bellas artes en España, tomo 1, p. 180, La Real academia de San Fernando, Madrid, 1800 (lire en ligne)
- Ángel Fernández Collado, La catedral de Toledo en el siglo XVI. Vida, arte y personas, p. 225, Diputación Provincial, Toledo, 1998,  (ISBN 84-87100-56-2) (voir)
- Dorothee Heim, Tardogótico “internacional”  o Hispanico-Flamenco : los corrientes artísticas des Alto Rhin en el foco toledano, p. 50, sous la direction de Miguel Cabañas Bravo, El arte foráneo en España: presencia e influencia, Biblioteca de historia del arte, Madrid, 2005  (ISBN 84-00-08328-8) (lire en ligne)